# تشا تشا
تشا تشا (بالإنجليزية: Cha Cha) هي عارضة وكاتبة أغاني وإذاعية وممثلة أمريكية، ولدت في 12 فبراير 1980 في ديترويت في الولايات المتحدة.

## وصلات خارجية
- الموقع الرسمي
- تشا تشا على موقع IMDb (الإنجليزية)
- تشا تشا على موقع ميوزك برينز (الإنجليزية)
- تشا تشا على موقع ديسكوغز (الإنجليزية)